# Mathew Zenovich
Mathew Zenovich (Invercargill, 26 februari 1994) is een Nieuw-Zeelands wielrenner die tussen 2017 en 2021 reed voor St George Continental Cycling Team.

## Carrière
In 2017 behaalde Zenovich zijn eerste UCI-overwinning toen hij de tweede etappe in de Ronde van Ijen op zijn naam schreef. Een jaar later won hij de eerste etappe en het eindklassement van de Ronde van Siak.

## Overwinningen
2017
2e etappe Ronde van Ijen
7e en 9e etappe Ronde van het Poyangmeer
2018
1e etappe Ronde van Siak
Eindklassement Ronde van Siak
2019
Bergklassement Ronde van Iskandar Johor

## Ploegen
- 2015 –  CCT p/b Champion System
- 2016 –  Avanti IsoWhey Sports
- 2017 –  St. George Continental Cycling Team (vanaf 19-5)
- 2018 –  St. George Continental Cycling Team
- 2019 –  St. George Continental Cycling Team
- 2020 –  St. George Continental Cycling Team
- 2021 –  St. George Continental Cycling Team

Džervus · Flahaut · Gadgaard · Geerts · Ghistelinck · Goovaerts · Haggerty · Koishi · Spragg · S.Tokuda · T.Tokuda · Vink · Weber · Wills · Zenovich · Verschuere (stagiair)
Aitcheson · Cooper · Crome · Giacoppo · F.Gough · R.Gough · Hamilton · Hucker · Karwowski · Lake · Lane · Mudgway · O'Brien · O'Connor · Shaw · Stevenson · van der Ploeg · Zenovich
Bonello · Cameron · Dutton · Dyball · Ellerm-Norton · Field · Groves · Hubbard · Louis · Sharpe · Smith · Soden · Talbot · Zenovich
Cameron · Cavanagh · Culey · Dutton · Dyball · Field · Groves · Hubbard · Kennett · Louis · Smith · Zenovich
Berwick · Calder · Cameron · Cavanagh · Dinham · Dutton · Gandy · Hubbard · Kennett · Law · Quick · Reardon · Strong · Vink · Wiggins · Zenovich
Berwick · Bettles · Cavanagh · Dutton · Gandy · Harvey · Heaney · Kennett · Quick · Reardon · Vink · Wiggins · Yates · Zenovich
Bettles · Cavanagh · Crome · Dutton · Gandy · Harvey · Hamish Keast · Kennett · O'Donnell · Reardon · Vink · Zenovich